# Jesper Hougaard
Jesper „Kipster“ Hougaard (* 1983) ist ein professioneller dänischer Pokerspieler. Er ist zweifacher Braceletgewinner der World Series of Poker.

## Persönliches
Hougaard spielte in der dänischen Tischtennisnationalmannschaft und trainierte diese nach seiner aktiven Karriere. Später wechselte er zum Racketlon, einer gemischten Turniersportart aus Tischtennis, Badminton, Squash und Tennis.

## Pokerkarriere

### Werdegang
Hougaard spielt auf der Onlinepoker-Plattform PokerStars unter dem Nickname KipsterDK. Dort gewann er Ende Mai 2009 die Sunday Million und sicherte sich aufgrund eines Deals mehr als 200.000 US-Dollar.
Seine erste Geldplatzierung bei einem Live-Pokerturnier erzielte Hougaard Ende Mai 2007 bei der World Headsup Poker Championship in Barcelona. Er gewann das Turnier und sicherte sich den Hauptpreis von mehr als 15.000 Euro. Anfang Juli 2007 war der Däne erstmals bei der World Series of Poker (WSOP) im Rio All-Suite Hotel and Casino in Paradise am Las Vegas Strip erfolgreich und kam beim Main Event in die Geldränge. Bei der WSOP 2008 gewann er ein Event der Variante No Limit Hold’em und sicherte sich mehr als 600.000 US-Dollar sowie ein Bracelet. Im September 2008 entschied Hougaard bei der in London ausgespielten World Series of Poker Europe ebenfalls ein Turnier für sich und erhielt sein zweites Bracelet und knapp 150.000 Britische Pfund. Bei der WSOP 2010 erreichte er im Main Event den sechsten Turniertag und belegte dort den mit knapp 60.000 US-Dollar prämierten 108. Platz. Seitdem blieben größere Live-Turniererfolge aus. Seine bis dato letzte Live-Geldplatzierung erzielte der Däne Ende Dezember 2019. Ende Juni 2020 gewann er bei der aufgrund der COVID-19-Pandemie auf partypoker ausgespielten Poker Masters Online PLO Series ein Turnier, das aufgrund eines Deals mit über 180.000 US-Dollar dotiert war.
Insgesamt hat sich Hougaard mit Poker bei Live-Turnieren mehr als eine Million US-Dollar erspielt.

### Braceletübersicht
Hougaard kam bei der WSOP 13-mal ins Geld und gewann zwei Bracelets:
| Jahr   | Buy-in | Turnier          | Teilnehmer | Preisgeld |
| ------ | ------ | ---------------- | ---------- | --------- |
| 2008 E | 1500 $ | No-Limit Hold’em | 2447       | 610.304 $ |
| 2008 E | 1500 £ | No-Limit Hold’em | 0410       | 144.218 £ |